# Francis Douglas, vizconde Drumlanrig
Francis Archibald Douglas, vizconde Drumlanrig y primer barón Kelhead (3 de febrero de 1867 – 19 de octubre de 1894) fue un noble y político escocés.

## Biografía
Douglas nació en Mayfair, Londres, como el hijo mayor de John Sholto Douglas, noveno marqués de Queensberry, y su esposa Sibyl Montgomery. Recibió el mismo nombre que su tío, el célebre montañero Lord Francis Douglas. Su padre, considerado el fundador del boxeo moderno, promovió las conocidas como reglas del marqués de Queensberry.
Al ser heredero de su padre utilizó el título de cortesía de Vizconde Drumlanrig. Se educó en la Harrow School y luego fue enviado a la Real Academia Militar de Sandhurst. De 1887 a 1893 sirvió como teniente del 2.º batallón de los Guardias de Coldstream.
Lord Drumlanrig fue secretario del político liberal Archibald Primrose, lord Roseberry, quien como secretario de Asuntos Exteriores, promovió la creación de Douglas como primer barón Kelhead en la Nobleza del Reino Unido en 1893. Este título le dio un escaño propio en la Cámara de los Lores, a diferencia de su padre, cuyos títulos estaban en la Nobleza de Escocia.
Su padre había tenido un escaño en la Cámara de 1872 a 1880, pero ese último año se negó a prestar juramento religioso a la reina ya que era ateo y no volvió a ocupar su puesto. La ascensión de Drumlanrig al Parlamento precipitó una agria disputa entre él y su padre.
Los rumores de la época insinuaban que mantenía una relación homosexual con Roseberry y que su padre amenazó al lord, quien para ese tiempo era ya primer ministro, con exponer sus supuestas inclinaciones si su gobierno no enjuiciaba al escritor Oscar Wilde. Wilde era también el presunto amante de su hermano, Lord Alfred Douglas, y tras una fuerte disputa legal con el padre de Douglas, murió en la bancarrota tras su salida de prisión.
En 1894, cerca de un año de su ennoblecimiento, Lord Drumlanrig murió en Quantock Lodge, Bridgwater, de lesiones sufridas durante una partida de caza. La investigación concluyó que la muerte había sido "accidental", pero hubo fuertes rumores de un posible suicidio o asesinato. Fue enterrado en el cementerio de su familia en Kinmouth y ya que murió soltero su hermano, Percy, se convirtió en heredero de su padre.
En una carta de su padre a su hermano, Lord Alfred Douglas, el progenitor se queja de que un "marica snob como Roseberry" había corrompido a sus hijos y que era el responsable indirecto de la muerte de su hijo mayor.